# Anoectangium bicolor
Anoectangium bicolor är en bladmossart som beskrevs av Ferdinand François Gabriel Renauld och Jules Cardot 1905. Anoectangium bicolor ingår i släktet Anoectangium och familjen Pottiaceae. Inga underarter finns listade i Catalogue of Life.